# Hexostoma grossum
Hexostoma grossum är en plattmaskart. Hexostoma grossum ingår i släktet Hexostoma och familjen Hexostomatidae. Inga underarter finns listade i Catalogue of Life.